# Placodes opacus
Placodes opacus är en skalbaggsart som beskrevs av Lewis 1900. Placodes opacus ingår i släktet Placodes och familjen stumpbaggar. Inga underarter finns listade i Catalogue of Life.